# Asgard (Zvjezdana vrata)
Asgardi su izmišljeni likovi iz serije Zvjezdana vrata SG-1. Oni su napredna izvanzemaljska civilizacija. Predstavljeni su kao visoko razvijeni humanoidi, jedina rasa koja pokušava nastaviti zadaće drevnog saveza četiriju rasa (Noksi, Asgardi, Furlinzi i Drevni), a to je podučavanje i uvođenje drugih rasa u savez. 
U seriji su predstavljeni kao popularni izvanzemaljci iz Roswella, što je potkrijepljeno objašnjenjem da su oni doista mnogo puta posjećivali Zemlju (i mnoge druge planete), s ciljem proučavanja i zaštite civilizacija. Autori serije su dali naslutiti da su oni zapravo predstavljali drevna božanstva mnogih starih naroda, posebno germanskih.

## Povijest
Asgardi potiču iz galaksije Ida, s planeta Othala ili Hala. Prije 30 000 godina Asgardi su postojali kao humanoidna rasa i razmnožavali su se seksualnim putem. U sadašnje vrijeme razmnožavaju se kloniranjem što dovodi do njihovog izumiranja jer je svaki sljedeći klon lošiji od prethodnog. Po završenom kloniranju, svijest originalnog Asgarda se prebacuje u njegovog klona. 

## Prvo pojavljivanje u seriji
Prvi put se Asgardi spominju u prvoj sezoni serije u epizodi Thorov čekić.

## Neprijatelji
Njihovi najveći neprijatelji su Replikatori, napredni umjetni organizmi čiji je jedini cilj replikacija, koja je ujedno i njihov jedini način razmnožavanja. Stvoreni su na jednom od svjetova unutar naše galaksije. Stvorio ih je android Reese kako bi joj služili kao igračke ali i kako bi je zaštitili. Pošto su ljudi s njezinog planeta bili svjesni greške koju je prilikom stvaranja napravio njezin kreator, a i bojeći se replikatora, pokušali su je ubiti. Reese je replikatorima dala zapovijed da se repliciraju pod svaku cijenu. Ubrzo nakon toga replikatori su izmakli njenoj kontroli i ubili sve ljude na planeti. Oni konzumiraju napredne tehnologije i na taj se način razmnožavaju ujedno učeći iz tih tehnologija te postaju sve napredniji. O'Neill i njegov tim za Asgarde je najveća nada da će ikada poraziti Replikatore.

## Najpoznatiji Asgardi
- Thor - vrhovni zapovjednik Asgardske flote
- Aegir - zapovjednik Valhale
- Freyr - član asgardskog vrhovnog vijeća
- Loki - nestašni genetičar
- Kvasir - stručnjak za dilataciju vremena
- Heimdall - znanstvenik
- Hermiod - tehničar